# Утопия (равнина)
Равнината Утопия (на латински: Utopia Planitia) е заоблена низина с диаметър около 3300 км в източната част на северното полукълбо на Марс. Името е утвърдено от Международния астрономически съюз през 1973 г.
На север равнината Утопия е в съседство с Голямата Северна равнина. На югозападния и ръб е равнината на Изида, а в югоизточния ръб е Елисийското планинско възвишение. Подобно на другите северни низини на Марс тя има плосък релеф с малък брой кратери. Дебелината на кората отдолу е значително намалена, което по аналогия със Земята говори за океански тип земна кора.
Равнината Утопия е най-големият древен ударен на Марс, както и най-големият в Слънчевата система. Въпреки това, тя е по плитка от следващите по големина ударни кратери на Марс – Елада, Аргир и Изида. Възможно това да е свързано с изначално тънката земна кора.